# Апеляційний суд Миколаївської області
Апеляційний суд Миколаївської області — колишній загальний суд апеляційної (другої) інстанції, розташований у місті Миколаєві, юрисдикція якого поширювалася на Миколаївську область.
Суд здійснював правосуддя до початку роботи Миколаївського апеляційного суду, що відбулося 3 жовтня 2018 року.

## Керівництво
Голова суду — Міняйло Микола Павлович
 Заступник голови суду — Гулий Володимир Петрович
 Заступник голови суду — Лівінський Ігор Володимирович
 Керівник апарату — Кертичак Світлана Олександрівна.

## Показники діяльності у 2015 році
У 2015 році перебувало на розгляді 10273 справ і матеріалів (у тому числі 357 нерозглянутих на початок періоду). Розглянуто 9860 справ і матеріалів.
Кількість скасованих судових рішень — 205 (2 %).
Середня кількість розглянутих справ на одного суддю — 205.